# 卡拉達里亞河

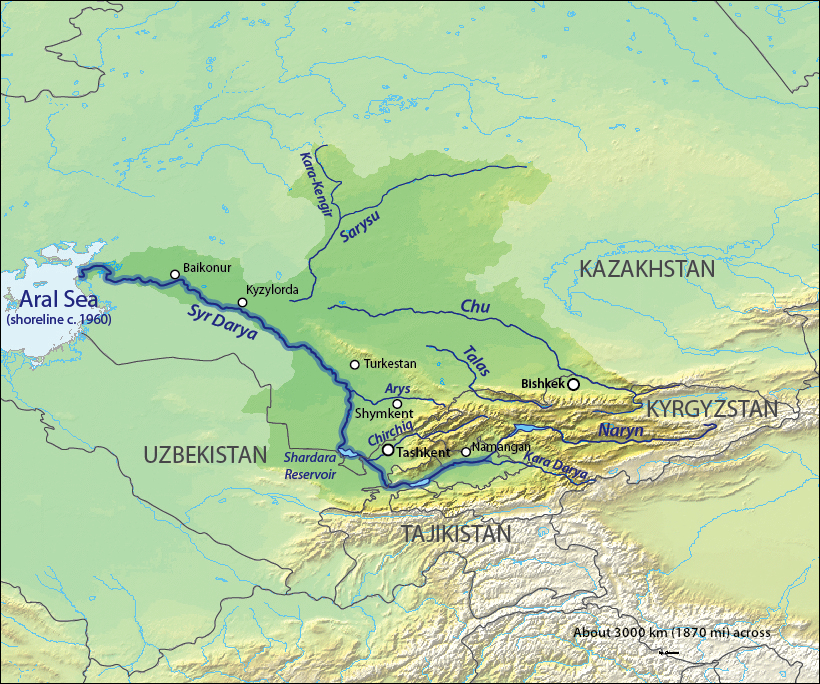
錫爾河

卡拉达里亚河（Кара-Дарыя）是錫爾河的支流，位於吉爾吉斯和烏茲別克東部，河道全長177公里，流域面積30,100平方公里。
卡拉达里亚河下游流經費爾干納盆地，河水被用作灌漑農作物，也在在座標40°54′N 71°45′E / 40.900°N 71.750°E的地方和納倫河匯流成中亞第二大河流錫爾河。